# Massalengo
Massalengo (lombardul: Massaléngh) település Olaszországban, Lombardia régióban, Lodi megyében. Lakosainak száma 4384 fő (2023. január 1.). Massalengo Ossago Lodigiano, San Martino in Strada, Villanova del Sillaro, Cornegliano Laudense és Pieve Fissiraga községekkel határos.

## Népesség
A település lakossága az elmúlt években az alábbi módon változott:
| Lakosok száma | 4578 | 4571 | 4384 |
|               | 2017 | 2018 | 2023 |